# Miodrag Popović
Pour les articles homonymes, voir Popović.
Miodrag Miša Popović (en serbe cyrillique : Миодраг Миша Поповић ; né en 1925 et mort en 2005) est un sculpteur serbe.

## Présentation

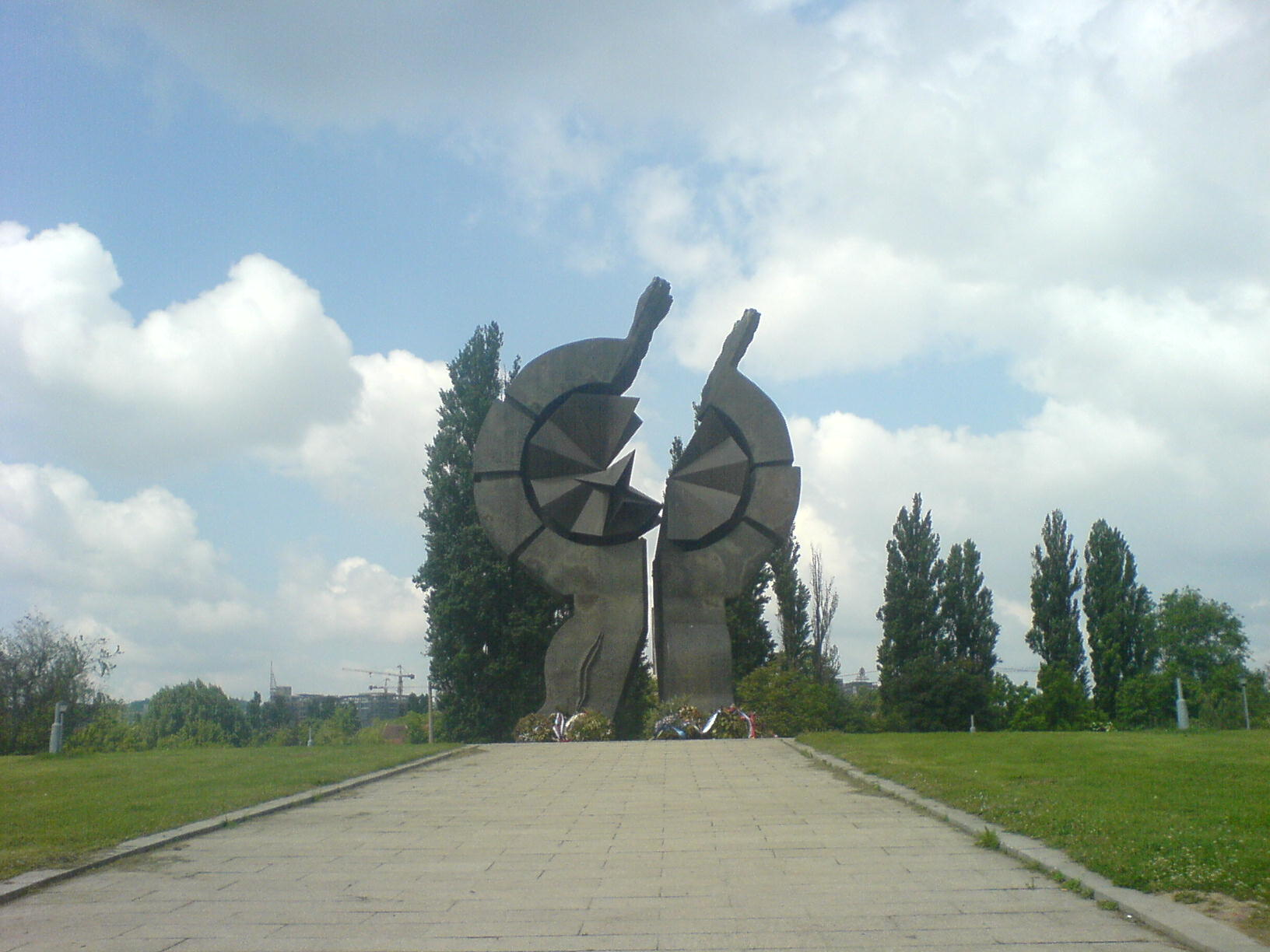
Monument en l'honneur des victimes du camp de concentration de Sajmište

Miša Popović a été professeur d'architecture à la Faculté des beaux-arts de l'université des arts de Belgrade.
Il a été professeur invité à l'Université d'État de New York à Albany, aux États-Unis ; il est l'auteur de nombreuses sculptures pour lesquelles il a remporté des prix nationaux et internationaux, comme le prix de sculpture à la Troisième biennale de la Méditerranée à Alexandrie (1959), à l'exposition de sculpture yougoslave de La Haye (1969) ou le « ciseau d'or » (Zlatno dleto) de la sculpture (1985).

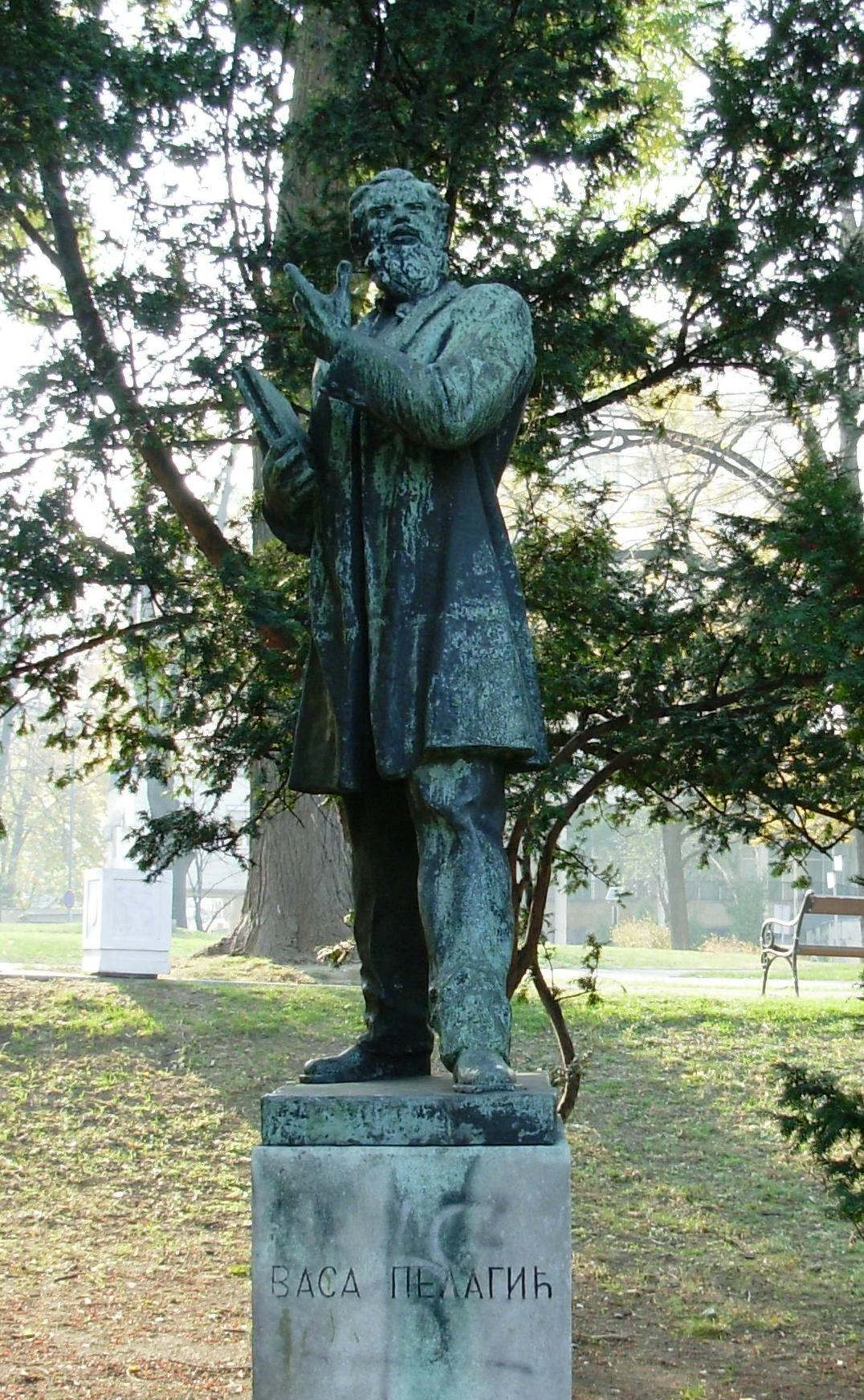
Le monument de Vaso Pelagić

Miodrag Popović est notamment l'auteur de la sculpture monumentale en hommage aux victimes du camp de concentration de Sajmište, officiellement dévoilée en 1995 pour le 50e anniversaire de la victoire contre les nazis. Parmi ses œuvres figure aussi le monument de Vaso Pelagić ; érigé en 1952, il est inscrit sur la liste des biens culturels de la ville de Belgrade.
Il a réalisé de nombreuses autres sculptures disposées dans les espaces publics à travers la Serbie, ainsi que des bustes et des plaques, comme celle qui symbolise la Cinémathèque yougoslave.